# Nachal Rechav'am
Nachal Rechav'am (hebrejsky: נחל רחבעם) je krátké vádí v jižním Izraeli, v pohoří Harej Ejlat.
Začíná v nadmořské výšce přes 200 metrů nad mořem, na severozápadním okraji hory Har Rechav'am, nedaleko skalního stupně Cukej Gišron a cca 6 kilometrů západně od města Ejlat. Odtud směřuje k jihovýchodu hlubokým skalnatým údolím po jihozápadním a jižním úpatí hory Har Rechav'am. Zde pak na jihozápadním okraji planiny Ramat Jotam ústí zprava do vádí Nachal Šlomo, které jeho vody odvádí do Rudého moře.